# Garden Grove (Floryda)
Garden Grove – jednostka osadnicza w Stanach Zjednoczonych, w stanie Floryda, w hrabstwie Hernando.